# Tilla Theus
Tilla Theus (née en 1943) est une architecte suisse.

## Biographie
Peu après avoir obtenu son diplôme d´architecte de l'ETH Zürich en 1969, elle ouvre son agence à Zurich. Elle construit principalement à Zurich, dont le siège de la FIFA (dit Home of FIFA).